# クリフ・ペニントン (アイスホッケー)
クリフ・ペニントン（Cliff Penington, 1940年4月18日 - 2020年5月26日）は、カナダ連邦マニトバ州ウィニペグ出身のプロアイスホッケー選手。
1960年のスコーバレーオリンピックにカナダ代表として出場、銀メダルを獲得した。ポジションはセンター。
また1960-61シーズンより1962-63シーズンにNHLのモントリオール・カナディアンズとボストン・ブルーインズで合計101試合に出場している。

## 詳細情報

### 表彰
- EPHLチャンピオン（1961年、1963年）
- EPHLオールスターファーストチーム（1962年）
- EHLサウスオールスターファーストチーム（1969年）
- IHLオールスターファーストチーム（1970年）
- IHL MVP（1970年）